# أحمد رامي
أحمد رامي (9 أغسطس 1892 – 5 يونيو 1981) شاعر وكاتب مصري. درس في مدرسة المعلمين وتخرج منها عام 1914، ثم سافر إلى باريس في بعثة من أجل تعلم نظم الوثائق والمكتبات واللغات الشرقية وحصل على شهادة في المكتبات والوثائق من جامعة السوربون. درس أحمد رامي اللغة الفارسية في معهد اللغات الشرقية بباريس، مما ساعده فيما بعد على ترجمة «رباعيات عمر الخيام». عُيِّن أمين مكتبة دار الكتب المصرية كما حصل على التقنيات الحديثة في فرنسا في تنظيم دار الكتب، ثم عمل أمين مكتبة في عصبة الأمم عاد إلى مصر عام 1945. و عُيِّن مستشاراً للإذاعة المصرية، حيث عمل فيها لمدة ثلاث سنوات ثم عُيِّن نائباً لرئيس دار الكتب المصرية. وقد لُقّب بـ "شاعر الشباب".

## الحياة المُبكرة
ولد أحمد رامي في حي الناصرية بالقاهرة في 9 أغسطس 1892 لعائلة مصرية من الطبقة المتوسطة. كان والده في ذلك الوقت طالبًا في كلية الطب في قصر العيني وأصبح لاحقًا طبيبًا في القصر. أمضى أحمد السنوات الأولى من طفولته مع والده في جزيرة ثاسوس التي كانت مملوكة للخديوي عباس الثاني. عاد إلى القاهرة عام 1901 ليعيش مع عمته. التحق بالمدرسة الابتدائية المحمدية ومدرسة الخديوي الثانوية المرموقة في القاهرة. في هذه الفترة كان رامي يحضر المنتديات الشعرية الأسبوعية ويبدأ في تنمية موهبته الشعرية. كتب قصيدته الأولى عندما كان في الخامسة عشرة من عمره وبدأ في التعبير عن رده على الأحداث السياسية في قصائده. ظهرت أول قصيدته المنشورة عام 1910 في مجلة الروايات الجديدة. بعد تخرجه من كلية المعلمين العليا عام 1914، عُيِّن رامي مدرسًا للجغرافيا واللغة الإنجليزية في المدارس الخاصة في السيدة زينب ثم في الغربية والمنيرة. كان في هذا الوقت أول من تعرف على شعراء وفناني عصره، مثل عبد الحليم المصري وأحمد شوقي وأحمد نسيم وحافظ إبراهيم. بعد ست سنوات، تم تعيينه أمين مكتبة في مكتبة المعلمين العليا، مما أتاح له فرصة فريدة لقراءة الشعر والأدب باللغات العربية والإنجليزية والفرنسية. في عام 1918، نشر رامي أول ديوان له، قدّم للقراء العرب نوعًا جديدًا من الشعر.

## المسيرة المهنية
في عام 1924، حصل رامي على منحة دراسية وأُرسل إلى باريس في مهمة تعليمية حيث حصل على ترخيص في الأدب باللغة الفارسية من مدرسة اللغات الشرقية فيفانتس. ساعدته شهادة اللغة الفارسية في ترجمة كتاب عمر الخيام الرباعي الشهير من النسخة الفارسية الأصلية إلى العربية. كانت ترجمته كافية لدرجة أنها عكست فلسفة الخيام. في عام 1925، عمل أمين مكتبة في دار الكتب، دار الكتب ودار المحفوظات المصرية، حيث طبّق التقنيات الحديثة لأمانة المكتبات التي تعلمها في فرنسا لتنظيم المكتبة. كما نشر مجموعته الشعرية الثانية والثالثة في عام 1925. بعد العمل في دار الكتب لمدة 13 عامًا، في عام 1938، عمل رامي في مكتبة عصبة الأمم في جنيف كأمين مكتبة بعد انضمام مصر رسميًا إلى العصبة. عاد إلى مصر عام 1945 حيث عمل مستشارًا لدار الإذاعة المصرية. عاد إلى دار الكتب نائباً لرئيس مجلس الإدارة بعد ثلاث سنوات. عُيِّن رامي نائبا لرئيس مجلس إدارة دار الكتب في عام 1948 ومستشارا أدبيا للإذاعة المصرية الحكومية في نوفمبر 1954. ساهم في الهلال بين عامي 1936 و 1954 وكتب مسرحيات لكل من المسرح والشاشة. خلال مسيرته، حصل أحمد رامي على عدد كبير من الجوائز والأوسمة التقديرية. في عام 1965 نال جائزة الدولة للآداب وسام التميز الفكري من الملك الحسن الثاني ملك المغرب. نال وسام الاستحقاق من الدولة في الأدب عام 1967. وقد نال دكتوراه فخرية من أكاديمية الفنون عام 1976، وحصل على وسام الاستحقاق اللبناني المرموق، ومنحته جمعية الملحنين ومقرها باريس درعًا تذكاريًا. تقديرا لمساهماته.

## العلاقة مع أم كلثوم
أثّر رامي على الفنانة المصرية الأسطورية أم كلثوم التي غنت حوالي 200 أغنية من أغانيها. تعرّف على أم كلثوم عام 1924 بعد عودته إلى القاهرة من دراسته في باريس. وصفته بأنه مزيج روحي من المشاعر الملهمة، والثورة المكبوتة بعمق، والهدوء والتفاني. [بحاجة لمصدر]. كتب لها قصيدة «إذا سامحت»، والتي أصبحت أول تسجيل لها. [بحاجة لمصدر]
أصدر الكاتب والصحفي اللبناني سليم نسيب روايته «أم» (أحبك لصوتك) ركزت على العلاقة بين رامي وأم كلثوم عام 1996.

## من أهم أعماله
- ديوان رامي بأجزائه الأربعة – أغاني رامي – غرام الشعراء – أغنية رباعيات الخيام

قدّم لأم كلثوم 110 أغنية، منها:
| - على بلد المحبوب 1935 - كيف مرت على هواك القلوب 1936 - إفرح يا قلبي 1937 - النوم يداعب جفون حبيبي 1937 - فاكر لما كنت جنبي 1939 - إذكريني 1939 - يا ليلة العيد 1939 - يا طول عذابي 1940 | - هلت ليالي القمر 1942 - غلبت أصالح 1946 - غنى الربيع 1946 - ياللى كان يشجيك أنيني 1949 - سهران لوحدي 1950 - يا ظالمني 1951 - أغار من نسمة الجنوب 1954 | - ذكريات 1955 - عودت عيني 1958 - دليلي احتار 1958 - هجرتك 1959 - حيرت قلبي معاك 1961 - أقبل الليل 1969 - جددت حبك ليه 1952 |

ومما قاله في رثاء أم كلثوم
أسهم في ثلاثين فلمًا سنمائيًّا، إما بالتأليف أو بالأغاني أو بالحوار، من أهمها: «نشيد الأمل»، و«الوردة البيضاء»، و«دموع الحب»، و«يحيا الحب»، و«عايدة»، و«دنانير»، و«وداد».
كتب للمسرح مسرحية «غرام الشعراء»، وترجم مسرحية «سميراميس». وترجم كتاب في «سبيل التاج» من فرانسوكوبيه و«شارلوت كورداي» لـ يوتسار، ورباعيات الخيام وعددها 175 رباعية وكانت أولَ الترجمات العربية عن الفارسية، وترجم بعضَ قصائد ديوان ظلال وضوء لسلوى حجازي عن الفرنسية.

## جوائز
- جائزة الدولة التقديرية 1967
- وسام الفنون والعلوم
- وسام الكفاءة الفكرية من الطبقة الممتازة من الملك الحسن ملك المغرب
- درجة الدكتوراه الفخرية في الفنون

## وصلات خارجية
- أحمد رامي على موقع أرشيف الشارخ.
- أحمد رامي على موقع الدهليز
- أحمد رامي على موقع قاعدة بيانات الأفلام العربية
- أحمد رامي على موقع ميوزك برينز (الإنجليزية)
- أحمد رامي على موقع ديسكوغز (الإنجليزية)
- بوابة الشعراء: ديوان أحمد رامي